# 富山化学工業
富山化学工業株式会社（とやまかがくこうぎょう、英語：TOYAMA CHEMICAL CO., LTD.）は、かつて東京都新宿区に本社を置いていた日本の製薬会社である。

## 概要
元々富山県で化学薬品の製造・販売・研究を行う会社として1930年に富山化学研究所として創業。1936年に法人化（株式会社化）された。1961年に東京へ本社移転したが、富山県富山市にも事業所が所在する。
2002年9月に大正製薬と資本・業務提携を行い、同年10月に同社との合弁で医療用医薬品の販売を行う大正富山医薬品を設立。2008年には富士フイルムホールディングスを加えた3社で戦略的資本・業務提携を結んだうえで、株式公開買付けにより富士フイルムホールディングスの傘下に入った。その際、富士フイルムホールディングスが保有する株式の一部を大正製薬に譲渡したことにより、富士フイルムホールディングスと大正製薬が出資する企業となった。
2018年7月31日付けで富士フイルムホールディングスの完全子会社となった後、同年9月30日に富士フイルムの完全子会社を経て、翌10月1日付で富士フイルムRIファーマと合併し、解散。88年の歴史に幕。存続会社の富士フイルムRIファーマは富士フイルム富山化学へ社名変更した。

## 沿革
- 1930年11月 - 富山化学研究所を創業。
- 1936年11月 - 富山化学工業株式会社を設立し、富山化学研究所の事業を継承。
- 1951年2月1日から3月31日 - 薬事法違反により2か月間の業務停止命令を受ける（後述）。
- 1961年
  - 2月 - 本社を東京都日本橋へ移転。
  - 10月 - 東京証券取引所市場第2部、大阪証券取引所市場第2部に上場。
- 1964年9月14日 - 富山市の富山化学工場でパイプの破損により塩素ガスが噴出、7町内1,523戸、7,141人が被害、うち500人がガス中毒になり、重体6人、重症27人の被害を出した[2]。
- 1967年2月 - 「コルベン」マークを制定。
- 1972年4月 - 東京証券取引所、大阪証券取引所の各第1部に指定替え。
- 1978年2月 - 東京都新宿区西新宿に「富山化学ビル」を竣工、本社を移転。
- 1994年11月 - コンシューマー・ヘルスケア関連製品（一般用医薬品など）の販売を開始。
- 1998年3月 - 北陸メディカルサービス株式会社を設立。[3]
- 1999年2月 - 株式会社ニデック、株式会社INAX（現・株式会社LIXIL）との共同出資により、ベンチャー企業の株式会社ジャパン・ティッシュ・エンジニアリング（現：株式会社ジャパン・ティッシュエンジニアリング）を設立。
- 2002年
  - 8月 - 大正製薬株式会社と資本・業務提携。
  - 9月 - 第三者割当増資により大正製薬株式会社が当社の筆頭株主となる。
  - 10月 - 大正製薬株式会社と合弁で大正富山医薬品株式会社を設立。
- 2003年
  - 2月 - 一般用医薬品を大正製薬株式会社（外用消炎鎮痛剤「ピロカット」、胃腸薬「リズム」、鎮咳去痰薬「トックス」）及び杏林製薬株式会社へ承継。
  - 10月 - 大阪証券取引所の上場廃止。
- 2008年
  - 3月 - 株式公開買い付けにより富士フイルムホールディングス株式会社の連結子会社となる。また、大正製薬株式会社が同社保有の株式の一部を取得したことにより、富士フイルムホールディングスと大正製薬が出資する企業となる。
  - 8月 - 東京証券取引所の上場廃止。
- 2012年1月 - 大正製薬グループ内の組織再編による現物配当に伴い、主要株主の大正製薬株式会社から同社の親会社である大正製薬ホールディングス株式会社に変更。
- 2018年
  - 7月 - 大正製薬ホールディングス株式会社保有分の株式の買取に伴って富士フイルムホールディングス株式会社の完全子会社となり、同時に、大正富山医薬品株式会社の当社保有分の株式を大正製薬ホールディングス株式会社へ売却。これにより、当社と大正富山医薬品株式会社の資本提携が発展的に解消される[1][4]。
  - 9月 - 合併準備に伴う株式譲渡により、富士フイルム株式会社の完全子会社となる。
  - 10月 - 富士フイルムRIファーマ株式会社へ吸収合併され、解散。88年の歴史に幕。富士フイルムRIファーマ株式会社は富士フイルム富山化学株式会社に商号変更する。

## 主要事業所
- 本社（東京都新宿区）
- 富山事業所（富山県富山市）
  - 綜合研究所
  - 富山工場
- 海外拠点
  - ニューヨーク
  - ロンドン

## グループ企業
- 大正富山医薬品株式会社
- 北陸メディカルサービス株式会社
- 株式会社トミカ（2010年2月に太陽産業株式会社が富山工営株式会社と株式会社トミックスを吸収合併し改称）

## 過去の製品
- ピロカット
- リズム
- トックス

## 過去の提供番組
- 嗚呼!バラ色の珍生（日本テレビ）
- あなたにオンタイム（TBS）
- 強力!木スペ120分（フジテレビ）
- 奇跡体験!アンビリバボー（フジテレビ）

他

## ネオアゴチン製造の歴史
1940年代、富山化学はネオアゴチン注射液（ヒロポンに代表されるメタンフェタミン系覚せい剤）の製造を行っていた。当時、覚せい剤は合法的な薬物であったが次第に乱用が社会的問題となったため、1950年3月、厚生省は覚せい剤を製造していた各社に生産量の割当を行い流通量の抑制を図った。この際、富山化学に割り当てられた生産数は第二四半期分として52,000本であったが、経営陣はこれを無視して大量生産を続行。8,043,564本を生産する一方で、厚生省には生産数を30,800本とする嘘の報告を行った。これに加え、発売禁止中の結核治療薬テベックス錠（ティオピン）の製造を行っていたことも発覚したため、厚生省は富山化学の姿勢を問題視。薬事法違反として1951年2月1日から2か月間の業務停止命令を発した。朝日新聞のインタビューに応じた常務は、「従業員の給料も滞りがちだったので、背に腹は替えられないと思ってやった」と戦後の混乱ぶりが窺える弁明を行っている。